# Akron (película)
Akron (estilizada como AKRON) es una película dramática y romántica independiente de temática LGBT de 2015 dirigida por Brian O'Donnell y Sasha King. La película está protagonizada por Matthew Frias (quien anteriormente protagonizó la película de deportes When the Game Stands Tall), como Benny, y Edmund Donovan como Christopher. La película también está protagonizada por la estrella de cine y teatro Andréa Burns. La cinta ha obtenido varios premios, incluido el de Mejor Largometraje, en numerosos festivales de cine de Estados Unidos.

## Sinopsis
La película retrata a Benny y Christopher conociéndose durante un partido de fútbol americano en la Universidad de Akron, donde se enamoran. Su incipiente relación se ve amenazada por el conocimiento de que sus respectivas familias se conocieron años antes, durante un trágico accidente. 

## Reparto
- Matthew Frias[1] como Benny Cruz, protagonista y novio de Christopher
- Edmund Donovan[1] como Christopher Welling, coprotagonista masculino principal y novio de Benny
- Joseph Melendez[1] como David Cruz, el padre de Benny
- Andréa Burns[1] como Lenora Cruz, la madre de Benny
- Isabel Rose Machado[1] como Becca Cruz, hermana de Benny
- Amy da Luz[1] como Carol Welling, la madre de Christopher
- Cailan Rose[1] como Julie, la mejor amiga de Benny
- Daniel O'Donnell[1] como Tucker, el compañero de cuarto de Christopher amante de los videojuegos.
- Emily Patterson como cajera
- Adam Kirk como extra
- Scott Nicholson como extra
- Storm Nicholson como extra
- Alex Hasapis como extra
- Jake Riley como extra
- Michael O'Donnell como extra
- Erin O'Donnell como extra
- Bryan Parker como extra

## Estreno
Akron se estrenó durante el Festival de Cine Gay y Lésbico de Seattle de 2015. Posteriormente fue estrenada en febrero de 2017 por Wolfe Video en los Estados Unidos y Canadá.